# Amélio da Toscana
Amélio da Toscana (em grego clássico: Ἀμέλιος), cujo nome de família era  Gentilianus, foi um filósofo neoplatónico e escritor da segunda parte do século III. Era nativo da Toscana.
Originalmente um estudante das obras de Numênio de Apameia, ele começou a assistir as lições de Plotino, no terceiro ano da estadia de Plótino na cidade de Roma, não o tendo deixado até ao fim da sua vida, quando se retirou para Apameia, na Síria, o lugar nativo de Numénio. Ele é erroneamente chamado de Apameos pela Suda.
Amélio (Amelius) não era o seu nome original; parece tê-lo escolhido para expressar desprezo para com as coisas mundanas. A palavraἀμέλεια (ameleia) signigica negligência em grego. Porfírio relatou na Vida de Plótino que Amélio preferia chamar a si próprio Amerius, trocando o L pelo R, porque, como explicava, se servia melhor o nome de Amereia (unificação) que o Ameleia (indiferença). Seus trabalhos incluem registros do ensinamento de Plotino: Até 263 Amelio não escreveu exceto em uma compilação de notas das aulas de Plotino. Esta coleção cresceu ao longo do tempo - provavelmente foi estendido durante 268/269 - para cerca de uma centena de livros.
Amélio lia e escrevia de maneira voraz, memorizando praticamente todos os ensinamentos de Numénio, e de acordo com Porfírio, escreveu mais de 100 volumes de dizeres e comentários. Plótino considerava Amélio um dos seus mais distintos discípulos. Foi Amélio que convenceu Porfírio sobre a verdade da doutrina de Plótino, tendo-se juntado a ele nos esforços para induzir Plótino a passar as suas doutrinas para a escrita, esforços esses com sucesso.
A sua principal obra foi um tratado em 40 livros argumentando contra a ideia de que Numénio fosse considerado o autor original das doutrina de Plótino. Amélio é também citado por Eusébio e outros, como tendo expresso a aprovação da definição de logos do Evangelho de São João.